# Listy od zabójcy
Listy od zabójcy (ang. Letters from a Killer) – amerykańsko-brytyjski thriller z 1998 roku w reżyserii Davida Carsona. Wyprodukowany przez Sterling Home Entertainment.

## Fabuła
Niesłusznie skazany za zabójstwo żony Race (Patrick Swayze), odsiadując wyrok, koresponduje z kilkoma samotnymi kobietami – Litą, Stephanie, Judith i Glorią. Gdy wychodzi na wolność, zaczynają one znikać w tajemniczych okolicznościach. Race staje się głównym podejrzanym w tej sprawie.

## Obsada
- Patrick Swayze jako Race Darnell
- Gia Carides jako Lita
- Roger E. Mosley jako Horton
- Bruce McGill jako agent FBI Brinker
- Katy Selverstone jako agentka FBI Singleton
- Kim Myers jako Gloria Stevens
- Olivia Birkelund jako Stephanie
- Tina Lifford jako Elizabeth
- Elizabeth Ruscio jako Judith Sutton